# Олленхауэр, Эрих
Эрих О́лленхауэр (нем. Erich Ollenhauer, 27 марта 1901, Магдебург, Бранденбург, королевство Пруссия, Германская империя — 14 декабря 1963, Бонн, ФРГ) — западногерманский политический деятель, председатель Социал-демократической партии Германии (СДПГ) в 1952—1963 годах.
Депутат Бундестага 1, 2, 3 и 4 созывов (1949—1963).

## Биография

### Раняя биография
Олленхауэр был старшим из четырех детей; его отец Вильгельм был каменщиком и стал членом СДПГ в 1901 году. Его сестра Хильда (1902—1995) также была политически активной с ранней юности и до старости. Окончив начальную школу в 1915 году, Эрих Олленхауэр хотел стать учителем, но по финансовым причинам ему пришлось пройти коммерческое обучение в типографии. Затем последовали две краткосрочные позиции. В конце концов он стал стажером в социал-демократической ежедневной газете Volksstimme в Магдебурге.
Вступил в СДПГ в 1920 году. В 1921—1946 годах был секретарём Социалистического интернационала молодёжи, в 1928—1933 — председателем правления Социалистической рабочей молодёжи Германии. После прихода к власти нацистов в 1933—1946 годах Олленхауэр находился в эмиграции в Праге, Париже, Лондоне, не считая кратковременного пребывания в Дании, Испании и Португалии. В Великобритании тесно сотрудничал с лейбористами.

### В послевоенной Германии
Олленхауэр вернулся в Германию в феврале 1946 года. Он стал секретарем учредительного офиса СДПГ Курта Шумахера в Ганновере. С 1946 года занимал пост одного из заместителей председателя СДПГ. С 1949 года был депутатом Бундестага ФРГ. Имя Эриха Олленхауэра содержалось в «ликвидационном списке» ультраправой антикоммунистической организации Союз немецкой молодёжи.
На первой после окончания войны партийной конференции СДПГ в том же году он был избран заместителем Шумахера. Будучи организатором партийного штаба, Олленхауэр руководил партийными делами во время частых отсутствий Шумахера, иногда продолжавшихся несколько месяцев из-за болезни. Поскольку Шумахеру пришлось разделить свои силы (а также потому, что Олленхауэр имел международный опыт и связи), он взял на себя все международные контакты — как с другими социал-демократическими партиями Европы, так и с иностранными правительствами, особенно державами-победительницами.
На первых федеральных выборах 14 августа 1949 года Олленхауэр был избран напрямую в Бундестаг Германии от округа Бохум и был избран заместителем председателя парламентской группы СДПГ.
С 1950 по 1953 год он был членом консультативной Ассамблеи Совета Европы. В 1951 году он стал членом «Общей ассамблеи Европейского сообщества угля и стали» (ECSC). Он прекратил это сотрудничество после ранней смерти Шумахера 20 августа 1952 года или перед федеральными выборами 1953 года. 27 сентября 1952 года.

### Лидер Социал-демократической партии
Олленхауэр впервые баллотировался в качестве кандидата от СДПГ на пост канцлера на федеральных выборах в сентябре 1953 года. Партия стагнировала с 28,8 % голосов (потеря на 0,4 процентных пункта) и не смогла одержать победу над канцлером Аденауэром, под руководством которого ХДС/ХСС увеличился с 31,0 % до 45,2 % голосов.
Хотя СДПГ участвовала во многих важных законах правительства Аденауэра, возглавляемого ХДС, таких как обеспечение жертв войны, пенсионная реформа и совместное определение горнодобывающей промышленности, общественность в основном знала о продолжении Олленхауэром внешней политики Шумахера: нет интеграции с Западом, да к воссоединению Германии. Прежде всего, общественный интерес вызвала экономическая политика федерального правительства Людвига Эрхарда, так называемое экономическое чудо. Олленхауэру было трудно продвигать превращение СДПГ из рабочей партии в народную.
В марте 1957 года появился «План Олленхауэра», который, по мнению историка Джозефа Рована, «вновь объединил проблемы безопасности, перевооружения и воссоединения в совершенно нереалистичном контексте». Хотя холодная война частично потеряла свою интенсивность через четыре года после смерти Сталина (см. также период оттепели), разрядка между крупными державами казалась возможной только на основе статус-кво. «Слишком подробный и трудный для понимания текст плана Олленхауэра, которому вскоре было суждено заслуженное забвение, также не был рассчитан на воодушевление масс».
На федеральных выборах в сентябре 1957 года СДПГ получила 31,8 % (+3 %) голосов при Олленхауэре, который баллотировался на пост канцлера во второй раз, но этот успех был омрачен результатом ХДС/ХСС, получивших абсолютное большинства с 50,2 (+5 %) голосов.
Олленхауэр решил не баллотироваться в третий раз. В результате поражения на выборах в СДПГ начались процессы переосмысления, в которых Олленхауэр взял на себя роль модератора. Программная и организационная переориентация СДПГ привели к принятию на внеочередном съезде в Бад-Годесберге в ноябре 1959 г. новой программы.
Программа, продвигаемая реформаторами вокруг Вилли Брандта, Фрица Эрлера и Герберта Венера и поддержанная Олленхауэром, противоречила традиционной линии партии: в дополнение к внешней политике Аденауэра (интеграция с Запада) также пропагандировалось перевооружение и отказ от централизованной административной экономики. В частности, СДПГ порвала с марксизмом. Олленхауэр сыграл важную роль в этой содержательной переориентации, поскольку он, как председатель партии и представитель старшего партийного поколения, гарантировал, что эта трансформация происходила в меру и без исключения отдельных партийных групп. Олленхауэр также начал включать деятелей культуры в команду по подготовке кампании. В этом контексте (при посредничестве Бруно Фридриха) в подготовке федеральных выборов 1961 года приняли участие писатель Герхард Цверенц и художник и скульптор Ганс Леверенц.
В ноябре 1960 года по предложению Карло Шмида при поддержке Олленхауэра выдвинул правящего бургомистра Берлина Вилли Брандта новым кандидатом на пост канцлера.
Олленхауэр умер в Бонне 14 декабря 1963 года от легочной эмболии.

## Взгляды и позиция
Дважды выдвигался социал-демократами в качестве кандидата в канцлеры, но на третьих выборах в 1961 году отказался, выдвинув вместо себя Вилли Брандта. В сентябре 1963 года Олленхауэр был избран председателем Социалистического интернационала. Олленхауэр стоял на позициях реформизма, содействовал принятию Бад-годесбергской программы (1959), означавшей отход западногерманской социал-демократии от марксизма. В 1957 году выдвинул план создания панъевропейской системы коллективной безопасности, призванной заменить и НАТО, и ОВД, в которой объединённая Германия была бы равноправным партнёром.